# Heiner Vogel
Heiner Vogel (* 19. Juli 1925 in Calbe; † 15. Dezember 2014 in Leipzig) war ein deutscher Grafiker und Holzstecher sowie Autor, der auch durch zahlreiche Buchillustrationen bekannt geworden ist.

## Leben und Werk
Vogel absolvierte eine Lehre als Bandagist und studierte von 1952 bis 1957 bei Kurt Dietze und Johannes Lebek in der Fachklasse Buchgestaltung der Hochschule für Grafik und Buchkunst Leipzig (HGBK). Für sein Diplom gestaltete er das Buch Joachim Ringelnatz. Fünf Gedichte, für das er auch elf Holzstiche schuf.
Nach dem Studium arbeitete Vogel in Mölkau als freischaffender Künstler. Von 1963 bis 1965 hatte er an der HGBK eine Aspirantur. Vogel gestaltete und illustrierte Bücher u. a. für den Henschelverlag, die Dieterich’sche Verlagsbuchhandlung, den Insel-Verlag, den Union-Verlag, Koehler & Amelang, Friedrich Hofmeister Musikverlag, den Kinderbuchverlag und E. A. Seemann. Er gehörte 1983 zu den Initiatoren des legendären künstlerischen Periodikums Leipziger Bilderbogen. Er betätigte er sich auch als freier Maler und Grafiker, vor allem als Holzstecher. Er wohnte bis 1968 in Leipzig und zog dann nach Mölkau.
Vogel war Bücher- und Grafik-Sammler und baute sich auch eine Sammlung von historischem Spielzeug, Spielen und Kinderbüchern auf, aus deren Beständen er mehrfach Ausstellungen bestückte, u. a. 1994 im Stadtgeschichtlichen Museum Leipzig. Dazu verlegte das Museum das Buch Paradies der Kinderzeit. Spielzeug, Spiele und Kinderbücher aus der Sammlung Heiner Vogel (ISBN: 3910034039; 3910034030).

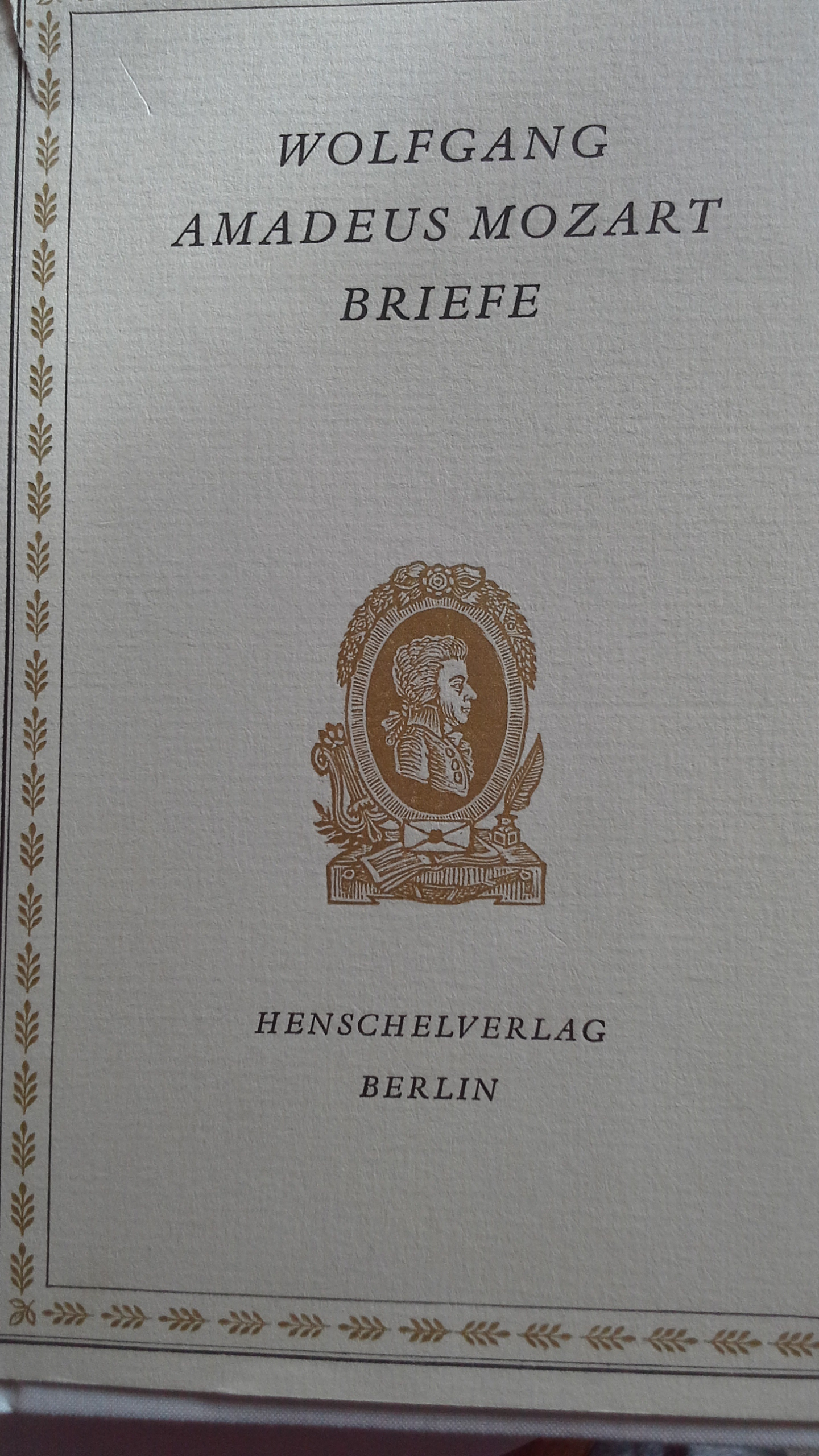
Von Vogel illustriertes Buch.

Vogel war bis 1990 Mitglied des Verbands Bildender Künstler der DDR.

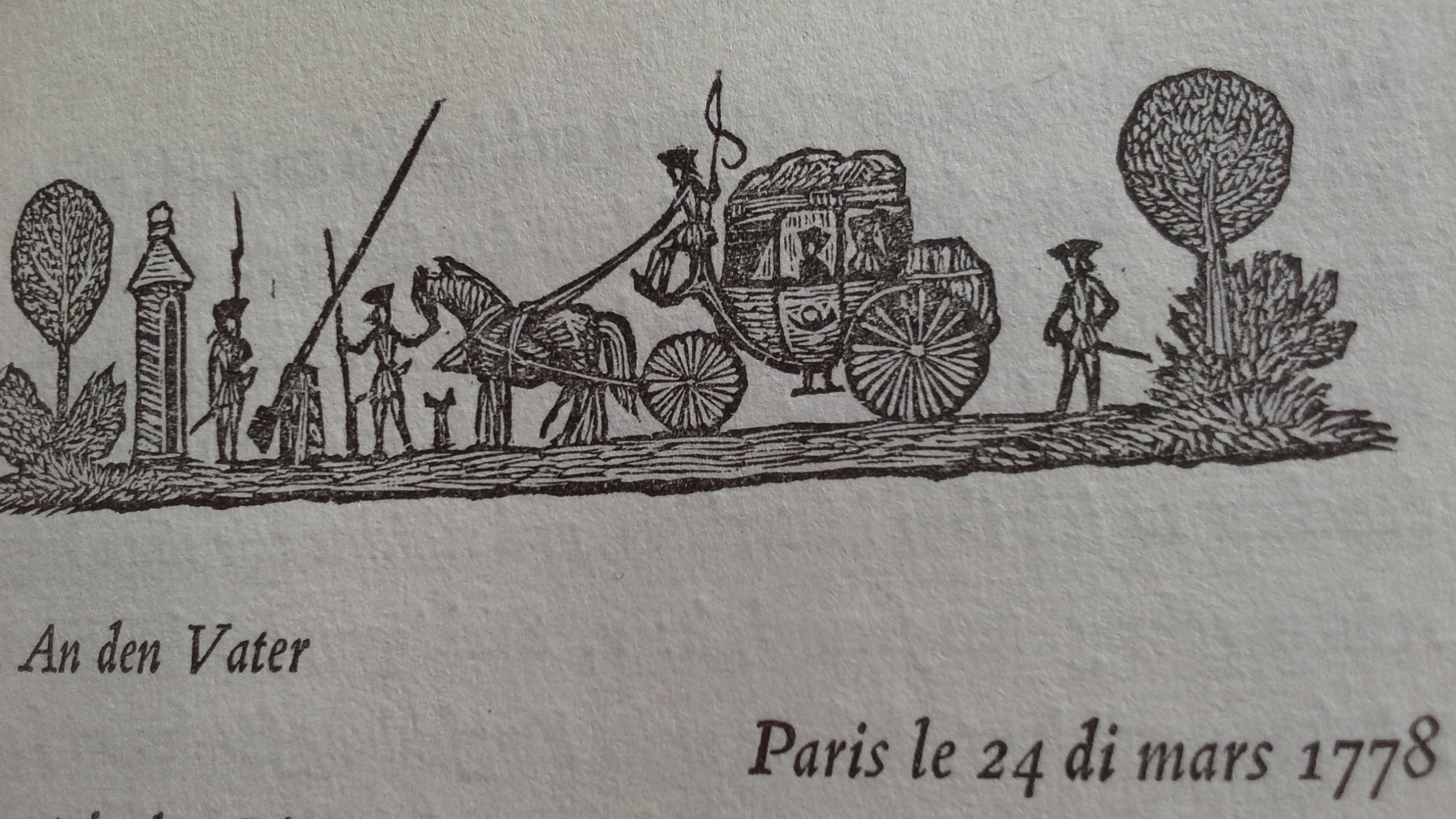
Illustration zu Wolfgang Amadeus Mozart Briefe

## Werke (Auswahl)
- (Nachwort) Der Jahrmarkt. Sehenswürdigkeiten und Scenen in bunter Reihe (Nachdruck der 1843 erschienenen Ausgabe), Insel Verlag, Frankfurt am Main 1978 (Insel-Bilderbuch)
- (Nachwort)  Anton Benedikt Reichenbach: Blumengewinde in Vater Rosenfelds Lieblingslaube. 1981 (Nachdruck)
- (Nachwort) Friedrich Gustav Normann:  Die Thurmuhr. Eine Rechenfibel für kleine Kinder.  1977 (Nachdruck)
- (Nachwort) Drollige Thierbilder und Reime aus der Fabelwelt. 1978 (Nachdruck)
- (Nachwort) Ernst Hold: Erstes Buch für Kinder oder ABC- und Lesebuch. 1980 (Nachdruck)
- (Nachwort) Eduard Ille: Der Maskenball der Thiere. 1982 (Nachdruck)
- Bilderbogen, Papiersoldat, Würfelspiel und Lebensrad. Volkstümliche Graphik für Kinder und Papierspielzeug von den Anfängen bis ins 19. Jahrhundert (Aufnahmen: Joachim Petri), Edition Leipzig, [Leipzig] 1981
- Kunst für Kinder dazumal – Volkstümliche Graphik des 19. Jahrhunderts. Katalog zur Ausstellung vom 29.10.1988 bis 12.03.1989. Staatliches Museum Schloß Burgk (Neue Galerie), Burgk 1988
- Kinderweihnacht in alter Zeit (Aufnahmen: Sigrid Schmidt), E.A. Seemann, Leipzig 1992 (ISBN 3-363-00565-2)
- Buchillustrationen:
  - Vignetten zu Horst Wandrey (Herausgeber): Wolfgang Amadeus Mozart. Briefe. Eine Auswahl. Henschelverlag, Berlin 1964
  - Marianne Bruns: Der Junge mit den beiden Namen. Die Silbergrube. Kinderbuchverlag, Berlin 1985
  - 19 Holzstiche zu Alexander Grin: Das Purpursegel. Eine Feerie. Insel Verlag, Leipzig 1965 (IB 290/2C)
  - Holzstiche zu Johann Wolfgang von Goethe: Das Märchen. Insel Verlag, Leipzig 1967 (IB 864)
  - 14 Holzstiche zu Georg Weerth: Humoristische Skizzen aus dem deutschen Handelsleben. Insel Verlag, Leipzig 1972 (IB 954)
  - Holzstiche zu Manfred Lemmer (Übertragung und Herausgabe): Deutschsprachige Erzähler des Mittelalters. Dieterich’sche Verlagsbuchhandlung, Leipzig 1977 (Sammlung Dieterich 370)
  - Holzstiche zu Siegfried Streller (Herausgeber): Deutschsprachige Erzähler des 16. und 17. Jahrhunderts. Dieterich’sche Verlagsbuchhandlung, Leipzig 1986 (Sammlung Dieterich 371)
  - Holzstiche zu Bodo Homberg (Auswahl): Tabakiana. Lob-, Schimpf- und nachdenkliche Gedichte für alle Freunde und Gegner des blauen Rauchs. Koehler und Amelang Leipzig, 1972
  - Holzstiche zu Horst Wandrey (Hrsg.): Wolfgang Amadeus Mozart Briefe. Eine Auswahl. Henschelverlag Berlin, 1977

## Beteiligung an zentralen und regional wichtigen Ausstellungen in der DDR
- 1957: Berlin, Ausstellungspavillon Werderstraße („Junge Künstler der DDR“)
- 1958, 1962 und 1965: Leipzig, Bezirkskunstausstellungen
- 1965: Leipzig, Museum der Bildenden Künste („500 Jahre Kunst in Leipzig“)
- 1967/1968, 1977/1978 und 1982/1983: Dresden, VI. Deutsche Kunstausstellung und VIII. und IX. Kunstausstellung der DDR
- 1974: Berlin, Altes Museum („25 Jahre Graphik in der DDR. 1949–1974“)
- 1979: Berlin, Ausstellungszentrum am Fernsehturm („Buchillustrationen in der DDR. 1949–1979“)
- 1982: Leipzig („10 Jahre Leipziger Grafikbörse“)